# Shabdrung Ngawang Namgyal
Shabdrung Ngawang Namgyal (Tíbet, 1594-Bután, 1651) fue un líder político, militar y religioso butanés de origen tibetano. Considerado el padre de la patria fue el unificador del territorio del actual Bután. Además fue un lama del budismo tibetano específicamente de la tradición Kagyu que es aún hoy en día la religión oficial de Bután.
Shahdrung significa "a los pies de quien nos postramos". Shabdrung Rinpoche "el precioso ante quien que nos postramos".

## Biografía
Nacido en Ralung, Tíbet, hijo de Mipham Tenpai Nyima, sostenedor del trono del linaje Drukpa (una rama de la escuela Kagyu) y de Sonam Pelkyi Butri, hija del gobernador de Kyisho. Tanto su padre como su madre provenían de la aristocracia tibetana. A corta edad fue reconocido como la encarnación o tulku de Gyalwang Drukpa, la cabeza del linaje Drukpa con sede en Ralung. Su entronización fue opuesta por Lhatsewa Ngawang Zangpo, un poderoso e influyente político que presentó un nuevo rival al trono. Tras recibir el apoyo del poderoso gobernante tibetano del momento Tsang Desi de la dinastía Tsampa (la cual en aquella época gobernaba Tíbet antes de que los mongoles convirtieran al dalái lama en el gobernante temporal) Namgyal dejó de ser aceptado como el genuino Gyalwang Drukpa.
Tras una serie de enfrentamientos verbales y la exigencia del pago de indeminazaciones que Wangyal rehusó, el Tsang Desi ordenó el arresto de Wangyal en 1616, por lo que este se vio forzado a escapar llegando a Bhután.
Una vez en Bután adujo contar con la bendición de las deidades patronas de Bután, conquistó casi todo Bután occidental construyendo muchos templos y fortalezas semimonásticas llamadas Dzong. Posteriormente lograría unificar todo Bután especialmente tras conquistar el norte y el este, donde sin embargo, permitió que se preservara la práctica de la escuela Nyingma que es aún hoy una de las más importantes de la zona.
En 1627 los jesuitas portugueses y primeros europeos en Bután Estêvão Cacella y João Cabral, describieron a Namgyal como un líder inteligente y amable que les autorizaba crear misiones cristianas en Bután (lo cual no se concretó pues estos misioneros estaban camino a Tíbet en la búsqueda de una iglesia apóstata aislada de Asia (probablemente remanentes del nestorianismo).
En 1634 Namgyal derrotó a las fuerzas tibetanas y butanesas aliadas contra él en la Batalla de los Cinco Lamas, consolidándose como único regente de Bután. También tuvo buenas relaciones con Ladakh (los ladakhis al igual que los butaneses están fuertemente vinculados religiosa, cultural y racialmente a los tibetanos), en aquel entonces regido por un rey seguidor del budismo Kagyu que también tenía problemas fronterizos con Tíbet. Ambos gobernantes intercambiaron diversos regalos, misiones diplomáticas y lazos políticos y religiosos. 
Aunque era un líder militar y político con grandes capacidades estratégicas, Namgyal era también un lama, y como tal, realizaba sus labores espirituales con gran disciplina, incluyendo el registro de haber realizado un retiro de silencio de tres años. 
Namgyal fue también el que estableció el sistema de gobierno dual en Bután, en donde dos líderes tenían igual poder, el Je Khempo que sería el líder religioso y el Druk Desi que sería el líder civil. Este sistema persisitió hasta que en el siglo XIX los británicos lo modificaron haciendo que el monarca tuviera poder total (aunque el Je Khempo continúa hasta la fecha siendo un líder de gran influencia política además de religiosa).